# Frullania chevalieri
Frullania chevalieri là một loài rêu tản trong họ Jubulaceae. Loài này được (R.M. Schust.) R.M. Schust. miêu tả khoa học lần đầu tiên năm 1992.